# 257-gono
En geometría, un 257-gono es un polígono de 257 lados. La suma de los ángulos interiores de cualquier 257-gono que no se cruce con él mismo es de 45 900°.

## 257-gono regular
El área de un 257-gono regular es (con t = longitud de la arista):
{\displaystyle A={\frac {257}{4}}t^{2}\cot {\frac {\pi }{257}}\approx 5255.751t^{2}.}
Un 257-gono regular no es visualmente discernible de un círculo, y su perímetro difiere de su del círculo circunscrito por aproximadamente 24 partes por notación.

### Construcción
El 257-gono regular (uno con todos los lados iguales y todos los ángulos iguales) es interesante porque es un polígono construible: es decir, que puede ser construido utilizando un compás y una regla. Esto es porque 257 es un número de Fermat, siendo de la forma {\displaystyle n^{n^{2}}+1} (en este caso, de n = 3).
A pesar de que Gauss haya sabido que el 257-gono regular fuera construible, las primeras construcciones explícitas de este polígono fueron hechas por Magnus Georg Paucker en 1822 y Friedrich Julius Richelot en 1832.Otro método consiste en la construcción con 150 círculos, donde 24 de estos son círculos de Carlyle: se muestra debajo dicho método. Uno de estos círculos es de ecuación cuadrática x2 + x − 64 = 0.

### Simetría
El 257-gono regular posee simetría {\displaystyle D_{257}}, de orden 514. Como 257 es un número primo, {\displaystyle D_{257}} tiene 4 subgrupos distintos: {\displaystyle \{e\}}, {\displaystyle C_{2}}, {\displaystyle C_{257}} y {\displaystyle D_{257}}. 